# Maestrazgo
Il Maestrazgo (in aragonese: Mayestrau) è una delle 33 comarche dell'Aragona, con una popolazione di 3 737 abitanti; suo capoluogo è Cantavieja.
Amministrativamente fa parte della provincia di Teruel, che comprende 10 comarche.

## Storia
I paesi del Maestrazgo, nella maggior parte, dipendevano dai Cavalieri templari e, dopo lo scioglimento dell'Ordine, passarono ai Cavalieri di Malta. Così Cantavieja, Fortanete, Mirambel, Villarluengo e altre località conservano ancora centri storici medievali, cinte murarie o ruderi di castelli che dimostrano il carattere difensivo di queste terre di frontiera. Di altri paesi come Cañada de Benatanduz non rimangono che rovine medievali.
Il generale Ramón Cabrera y Griñó (1806–1877) operò nella zona durante la prima guerra carlista (1833-1840). Le sue azioni hanno ispirato molti scrittori — tra i quali Benito Pérez Galdós (La campaña del Maestrazgo,  1917) — che hanno collocato la trama dei loro racconti nel Maestrazgo.

### L'istituzione della comarca
L'atto di creazione della comarca è la legge 8/2002 del 3 maggio del 2002. Si costituì ufficialmente il 13 giugno 2002 e le competenze le vennero trasferite il 1º  ottobre dello stesso anno.